# 见越入道

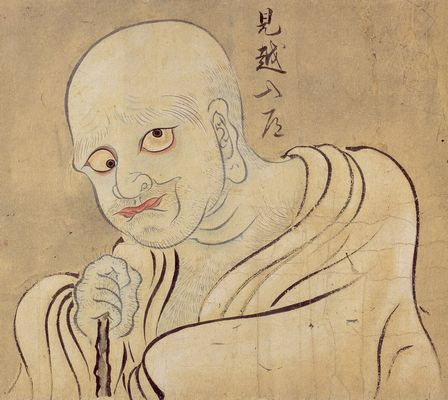
佐脇嵩之『百怪圖卷』「見越入道」

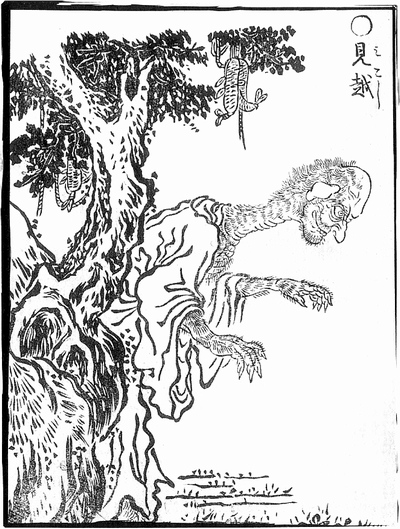
鳥山石燕『畫圖百鬼夜行』「見越」

见越入道（日语：見越し入道）是日本传说中的妖怪，在人走在路上时他会从墙垣探出头。刚开始他是普通人的大小，但遇到路人时他就会变大，然后从上方俯视，便把路人的頭咬斷。遇到見越入道，只需唸出咒語‘見越入道，我已見越！’在《宿直草》、《煙霞奇談》、《古今百物語評判》等江戶時代的怪談本随筆及日本各地的民俗資料可見。

## 類話
民間傳承中類似見越入道的妖怪有次第高、高入道、高坊主、乘越入道、見上入道、入道坊主等，遍布全國各地。

## 脚注
1. ↑  荻田 1677，第36-38頁
2. ↑  村上 2000，第317-318頁
3. ↑  村上 2000，第179頁.
4. 1 2 3 4 5  多田 1990，第97-100頁
5. 1 2 3  志村監修 2008，第104頁
6. ↑  村上 2000，第315頁.
7. ↑  村上 2000，第253頁.